# ستيفن مونتجومري
ستيفن مونتجومري (بالإنجليزية: Steven Montgomery)‏ هو نحات أمريكي، ولد في 1954.